# Club Polideportivo Granada 74
El Club Polideportivo Granada 74 és un club de futbol espanyol, de la ciutat de Granada. Per a la temporada 2009-10 no ha inscrit cap equip sènior, encara que les categories inferiors continuen la seva activitat.

## Història
El CP Granada 74 es fundà en el popular barri de la Chana de Granada, passant després a Almanjayar. Històricament ha sigut el segon equip de la ciutat, a l'ombra del Granada CF. Inicià la seva anada esportiva en la temporada 1974-75 i després de 20 anys en les categories regionals, la temporada 94-95 debutà en la Tercera divisió espanyola de futbol. Es va mantenir en aquest categoria deu temporades consecutives, sent campió en 2003 i disputant sense èxit diferents promocions d'ascens a la Segona divisió B.
A les acaballes de la temporada 2004/05 tornà novament al futbol regional, a la Primera categoria andalusa, encara que aconseguí un nou ascens a la Tercera divisió dues temporades més tard. Tot i això, la seva història canviaria radicalment en aquest mateix any. El 6 de juny de 2007 el seu president, Carlos Marsá, un inversor madrileny instal·lat des de molts anys enrere a Granada, adquirí el CF Ciudad de Murcia S.A.D., de la Segona Divisió i el transferí a Granada, creant així el Granada 74 CF S.A.D. en adoptar el nom i els distintius de l'històric club granadenc. No obstant això, l'antic CP Granada 74 no desapareix, sinó que es converteix en filial del nou Granada 74 de Segona divisió.
A la temporada 2007/08 el nou Granada 74 de Segona Divisió descendeix a la Segona Divisió B després de finalitzar 21é. L'històric CP Granada 74, a tercera divisió, es manté en la categoria en finalitzar 11é. En la temporada 2008/09, tant el primer equip, a Segona B, com el filial a tercera, descendeixen a tercera i a primera andalusa respectivament, per mèrits esportius. El Granada 74 CF, a més, descendeix una altra categoria, a primera andalusa, per impagaments i finalment desapareix. L'històric CP Granada 74 es desvincula de l'antic Ciudad de Murcia, però tampoc aconsegueix formar un equip sènior per a la pròxima campanya. No obstant l'escola segueix el seu funcionament.

## Equips
A la temporada 2009/2010 el club compta amb vint equips de futbol base. L'equip Juvenil A milita en la Lliga Nacional Juvenil, i a més el club compta amb una estructura al barri granadí de Zaidín, anomenat Granada 74-Zaidín.